# Plaza Seúl
La plaza Seúl (en coreano: 서울광장) es una plaza central que se encuentra frente al Ayuntamiento de Seúl en Taepyeongno, Jung-gu en Corea del Sur. Se volvió a abrir el 1 de mayo de 2004, con el apoyo del Gobierno Metropolitano de Seúl con el objetivo de ofrecer al público un espacio abierto. Es parte de los planes de la ciudad para proyectos de renovación amigables con el medio ambiente, como el Arroyo de Cheonggye y la plaza Gwanghwamun.
El sitio fue originalmente un cuadrado de tráfico con una fuente de 40 años de antigüedad, que fue demolida y renovada en un espacio cercano. La Plaza de Seúl es de forma elíptica, con un área de césped. En lugar de la fuente, un depósito de agua subterránea se instaló junto con 48 luces alrededor de la plaza. La plaza ha sido escenario de diversas protestas como las realizadas contra las importaciones de carne estadounidense en Corea del Sur.